# Дзамброне
Дзамбро̀не (на италиански: Zambrone, на местен диалект Zambrònë, Дзамбронъ) е село и община в Южна Италия, провинция Вибо Валентия, регион Калабрия. Разположено е на 222 m надморска височина. Населението на общината е 1773 души (към 2012 г.).